# Йордан Костов
Йордан Костов (роден на 20 юни 1962 г.) е бивш български футболист, офанзивен полузащитник.
Започва да играе футбол в Хемус (Троян) (1981 - 1984, 22 мача с 1 гол в Б група). През 1984 г. преминава в Славия (София). През 1986 г. печели бронзов медал, също така е двукратен балкански клубен шампион през 1986 и 1988 г. Записва 83 мача с 6 гола в А група. През сезон 1989/90 е част от Спартак (Плевен). Играл е също във Велбъжд (Кюстендил) и Тунджа (Ямбол).